# Chrysobothris kraatzi
Chrysobothris kraatzi es una especie de escarabajo del género Chrysobothris, familia Buprestidae. Fue descrita científicamente por Kerremans en 1899.